# 明希豪森三难困境

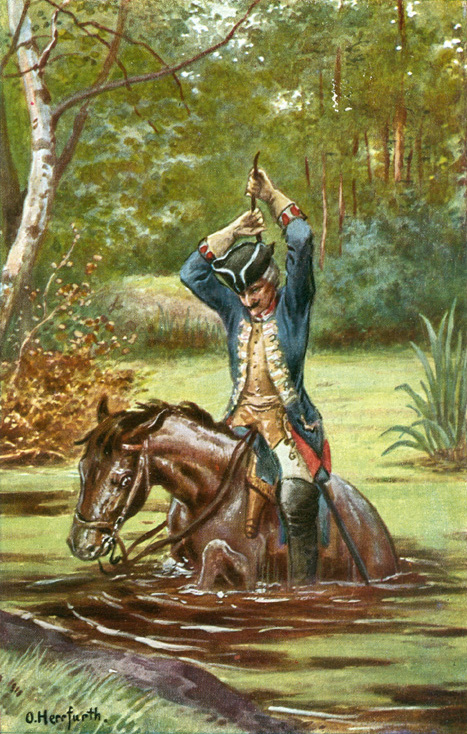
将自己拉出沼泽的明希豪森

明希豪森三难困境（英語：Münchhausen trilemma）是知识论中的一个思想实验，用以表明包含逻辑学和数学在内任何对真理的论证都是不可能的。

## 介绍
当论证某一陈述时，这一论证的前提亦需要证成（英語：justification）。而对这前提的证成，其本身亦有进一步的前提需要证成，即论证具有倒退性。
由此，对任何论证最终有三种可能性：
- 循环论证：论证最终由其自身支持；
- 无限倒退：支持論证的前提最终没有终点；
- 武断终止论证：论证终止于一个被接受的前提，如某个公理、规定、道德信条、宗教信条等。

这三种可能性都不够理想，故称为三难困境。
这一困境亦被称为阿格里帕三难困境（Agrippa's trilemma），这是由于希腊哲学家塞克斯图斯·恩丕里柯在其著作《皮浪主义纲要》中提到了类似的五路论证，而第欧根尼·拉尔修则指出其为阿格里帕所提出。
后来德国哲学家雅各布·弗里德里希·弗里斯则提出了类似的三难困境，卡尔·波普尔称其为“教条主义－无穷倒退－心理主义”三难困境。1968年，汉斯·阿尔伯特在所著的《批判理性论》（Traktat über kritische Vernunft）中引用了波普尔，并提出了“明希豪森三难困境”这一名称。其中明希豪森是一位小说的主人公，他曾在受困沼泽时拉着自己的辫子逃出了沼泽。
在当代知识论中，融贯论接受循环论证，无穷主义接受无穷倒退，而基础主义则接受终止论证。